# Esplanada w Łodzi
Esplanada w Łodzi – dawny Dom Handlowy Hugo Schmechela i Juliana Rosnera znajdujący się przy ulicy Piotrkowskiej 100a w Łodzi.

## Historia
W 1909 roku przedsiębiorstwo handlowe Hugo Schmechela i Juliana Rosnera wydzierżawiło od Zgromadzenia Majstrów Tkackich w Łodzi na 10 lat część posesji przy Piotrkowskiej 100. W tym samym roku został wybudowany dwupiętrowy „dom konfekcyjny” w stylu secesyjnym, według projektu ówczesnego łódzkiego architekta miejskiego – pochodzącego z Finlandii, Augusta Furuhjelma. Wyróżnikiem tego budynku jest wielka witryna na pierwszym piętrze.
W 1926 nowy dzierżawca Wawrzyniec Gerbich, przekształcił sklep w kawiarnię i cukiernię. Remont trwał dwa lata. Po jego zakończeniu nadał im wspólną nazwę „Esplanada”. Lokal szybko stał się jednym z częściej uczęszczanych, chociażby ze względu na położenie w centralnym punkcie ul. Piotrkowskiej.
Podczas II wojny światowej, pod niemieckim zarządem, lokal zachował swoją funkcję pod tą samą nazwą.
Tuż po wojnie budynek i znajdującą się w nim kawiarnię i cukiernię przekazano Powszechnej Spółdzielni Spożywców „Społem” w Łodzi zmieniając jej nazwę na „Powszechna”. W 1946 r., bez uprzedzenia, w nocy z 6 na 7 lipca (z niedzieli na poniedziałek), lokal został przekształcony ponownie w sklep. Na parterze pomieszczono dział artykułów piśmiennych, zabawek artykułów szklanych i naczyń oraz artykułów gospodarstwa domowego, a na drugim działy artykułów włókienniczych, „komercyjnych” i „włókienniczych przydziałów kartkowych” oraz obuwniczy. Nawiązaniem do poprzedniej funkcji była zachowana cukiernia z kilkoma stolikami, pozostawiona na parterze.
W końcu lat 90. XX wieku budynek wyremontowano i powrócono do gastronomicznej tradycji lokalu.

## Architektura
Budynek jest jednym z najlepszych przykładów architektury secesyjnej w Łodzi, w Polsce, a nawet w Europie.